# Сімілішоара
Сімілішоара (рум. Similișoara) — село у повіті Васлуй в Румунії. Входить до складу комуни Богдана.
Село розташоване на відстані 259 км на північний схід від Бухареста, 16 км на південний захід від Васлуя, 70 км на південь від Ясс, 125 км на північ від Галаца.

## Населення
За даними перепису населення 2002 року у селі проживали 66 осіб, усі — румуни. Усі жителі села рідною мовою назвали румунську.